# Staßfurt
Staßfurt (phát âm tiếng Đức: [ˈʃtasfʊʁt]) là một thị trấn thuộc huyện Salzland, Saxony-Anhalt, Đức. Thị trấn này nằm trên hai bờ của sông Bode, cách 15 km (9,3 mi) đông nam của Aschersleben, và 30 km (19 mi) phía nam của Magdeburg. Dân số năm 2005 là 23.538.